# Nagram
Nagram là một thị xã và là một nagar panchayat của quận Lucknow thuộc bang Uttar Pradesh, Ấn Độ.

## Địa lý
Nagram có vị trí 26°37′B 81°08′Đ / 26,62°B 81,13°Đ Nó có độ cao trung bình là 118 mét (387 feet).

## Nhân khẩu
Theo điều tra dân số năm 2001 của Ấn Độ, Nagram có dân số 9218 người. Phái nam chiếm 51% tổng số dân và phái nữ chiếm 49%. Nagram có tỷ lệ 43% biết đọc biết viết, thấp hơn tỷ lệ trung bình toàn quốc là 59,5%: tỷ lệ cho phái nam là 53%, và tỷ lệ cho phái nữ là 33%. Tại Nagram, 17% dân số nhỏ hơn 6 tuổi.